# MUTE
Pour les articles homonymes, voir mute.
MUTE est un réseau d'échange de fichiers de « troisième génération » qui procure des fonctionnalités de recherche et de téléchargement, tout en fonctionnant de façon totalement anonyme. Il est souvent comparé à ANts même s'il n'a pas l'ambition, comme lui, de « recâbler » Internet.

## Protocole de communication
Son  protocole de routage est inspiré du modèle des colonies de fourmis. Les communications sur MUTE ne se font pas directement d'un utilisateur à l'autre, mais par succession de communications chiffrées entre les pairs. Les résultats des expériences effectuées sur des réseaux MUTE montrent que la colonie de nœuds MUTE trouve rapidement la voie la plus courte (ou la plus rapide) entre deux nœuds du réseau.
Du fait des méthodes de cryptographie utilisées, les échanges de fichiers sont plus lents qu'avec les réseaux traditionnels.

## Anonymat
MUTE évite les connexions directes avec les personnes qui échangent des fichiers entre elles et ne fait pas figurer en clair l'adresse IP des utilisateurs. Il utilise à la place une « adresse virtuelle » censée protéger l'anonymat des échanges. L'ensemble des communications nécessaires aux transferts de fichiers sont alors chiffrées.

## Logiciels compatibles avec le réseau MUTE
Développement abandonné :
- Calypso[2] (2010-2010) :  avait le projet de  "forker" le code source de Kommute[3],[4]
- Kommute[5] (2006-2010) : il a une interface graphique plus simple, et davantage de fonctions que MUTE. La dernière version est la v0.24.
- MUTE (2003-2009) : premier logiciel client du réseau MUTE, conçu par Jason Roher, créateur du réseau MUTE.
- Mute MFC[6] (2005-2005) : avait pour projet de fournir une meilleure interface graphique. La dernière version est la v0.0.7.
- NapShare[7] (2001-2006[8]) : automatisable.

Pour tous ces logiciels, le port d'origine destiné à MUTE a pour numéro : 4900 (il doit être ouvert à la fois en TCP et en UDP).

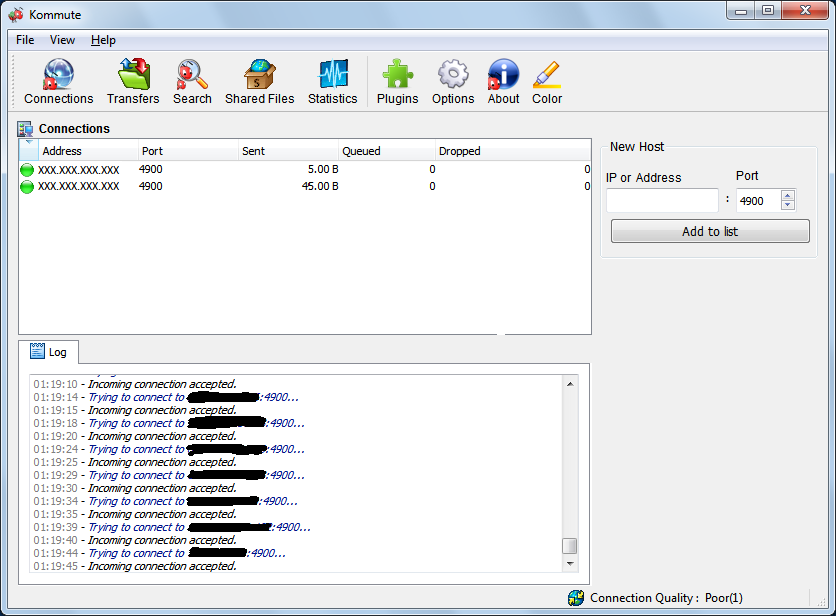
Capture d'écran du logiciel Kommute (2010), onglet connexions.

### Concernant le logiciel client MUTE original
L'interface graphique du premier logiciel client MUTE est rudimentaire, mais son utilisation est simple comparée à la complexité de son protocole.
Il est possible de modifier le numéro de port utilisé (4900) en éditant le fichier port.ini
Il ne permet de partager qu'un seul dossier de fichiers (avec ses sous dossiers).